# Mozilla Taiwan
Mozilla Taiwan（モジラ・タイワン）は、2011年10月に設立、2012年4月2日から活動を開始した。Mozillaの製品を推進するために設立されたNPOである。

## マスコット
Foxmosaは、Mozilla Taiwan CommunityがウェブブラウザMozilla Firefoxの台湾におけるプロモーション活動の一環として作成したマスコットキャラクターである。